# می‌گذارم موسیقی بیان کند
«می‌گذارم موسیقی بیان کند» (انگلیسی: I Let the Music Speak) ترانه‌ای از ابرگروه سوئدی موسیقی پاپ آبا است که در سال ۱۹۸۱ منتشر شد. این پنجمین ترانهٔ طولانی آبا پس از «عقاب»، «روز پیش از آشنایی با تو»، «دیدارکنندگان»، «چیکیتیتا» است.
بیلبورد نوشت که این آهنگ «تصدیق شخصی خواننده از قدرت ماورایی، شگفت‌انگیز و جادوی موسیقی است». کتاب «آبا - بدون سانسور در موسیقی‌شان» می‌گوید که این ترانه «می‌گوید که موسیقی در همه لحظات زندگی -چه خوب و چه بد - هرگز شما را ناامید و تنها نخواهد گذاشت».